# ウィルマー・ディフォ
- ウィルマー・ディフォー
- ウィルマー・ディーフォ

ウィルマー・フランシスコ・ディフォ（Wilmer Francisco Difo, 1992年4月2日 - ）は、ドミニカ共和国サンティアゴ州サンティアゴ・デ・ロス・カバリェロス出身のプロ野球選手（内野手、外野手）。右投両打。MLBのシカゴ・ホワイトソックス傘下所属。愛称はスペイン語で「美しい」を意味するエル・リンド（El Lindo）。

## 経歴

### プロ入りとナショナルズ時代
2010年6月3日にアマチュア・フリーエージェントでワシントン・ナショナルズと契約してプロ入り。契約後、傘下のルーキー級ドミニカン・サマーリーグ・ナショナルズでプロデビュー。45試合に出場して打率.209、11打点、12盗塁を記録した。
2011年はルーキー級ドミニカン・サマーリーグで開幕を迎え、39試合に出場。7月に渡米し、ルーキー級ガルフ・コーストリーグ・ナショナルズでプレー。25試合に出場して打率.273、8打点、5盗塁を記録した。
2012年はルーキー級ガルフ・コーストリーグ・ナショナルズでプレーし、54試合に出場して打率.263、13打点、19盗塁を記録した。
2013年はA+級ポトマック・ナショナルズで6試合に出場したが振るわず、5月21日にA級ヘイガーズタウン・サンズへ降格した。A級ヘイガーズタウンでは16試合にしたが、打率.220と落ち込み、6月17日にA-級オーバーン・ダブルデイズへ降格。A-級オーバーンでは33試合に出場して打率.217、1本塁打、6打点、3盗塁を記録した。
2014年はA級ヘイガーズタウンでプレーし、136試合に出場して打率.315、14本塁打、90打点、49盗塁と活躍した。シーズン中にサウス・アトランティックリーグのオールスターゲームに選出され、8月には同リーグの最優秀選手とポストシーズン・オールスターチーム（二塁手）に選出。その後もベースボール・アメリカ誌によるA級オールスターチームや、マイナーリーグが選出するナショナルズ傘下所属選手によるオールスターチームに選出されるなど、数々のタイトルを獲得した。オフの11月20日にナショナルズとメジャー契約を結んで40人枠入りした。
2015年はスプリングトレーニング中のプレシーズン・ゲームで13試合に出場して打率.318と活躍。3月19日にA+級ポトマックへ異動し、そのまま開幕を迎えた。A+級ポトマックでは19試合の出場で打率.320と活躍し、4月20日にAA級ハリスバーグ・セネターズへ昇格した。AA級ハリスバーグでも14試合の出場で打率.308を記録し、5月19日にメジャーへ初昇格した。同日のニューヨーク・ヤンキース戦でメジャーデビュー。7回裏に代打として起用され、デビッド・カーペンターから中堅へのメジャー初安打を記録した。昇格後は代打要員として5試合に出場したが、安打を放ったのはこの試合のみで、6月4日にAA級ハリスバーグへ降格した。6月28日に行われたフィラデルフィア・フィリーズとのダブルヘッダーに合わせて昇格されたが、1打数無安打1三振に終わり、6月29日に再びAA級ハリスバーグへ降格。7月10日に再びメジャーへ昇格するも、2試合の代打出場で無安打となかなか結果を残せず、7月21日にAA級ハリスバーグへ降格した。9月13日に再び昇格。10月3日のニューヨーク・メッツ戦（ダブルヘッダー第2戦）では、自身初の先発起用となる「8番・二塁手」で出場し、メジャー2安打目をようやく記録した。この年メジャーでは15試合に出場して打率.182とメジャーでは活躍できなかった。
2016年3月10日にAAA級シラキュース・チーフスへ異動し、そのまま開幕を迎えた。同年は31試合に出場して打撃面では打率.276、1本塁打、7打点、3盗塁を記録した。
2017年は124試合に出場して打率.271、5本塁打、21打点、10盗塁を記録した。
2018年は148試合に出場して打率.230、7本塁打、42打点、10盗塁を記録した。
2019年は43試合に出場して打率.252、2本塁打、8打点を記録した。
2020年9月5日にDFAとなり、9月7日にマイナー契約となった。レギュラーシーズン終了後の10月13日にFAとなった。

### パイレーツ時代
2021年1月15日にピッツバーグ・パイレーツとマイナー契約を結び、スプリングトレーニングに招待選手として参加することになった。シーズン開幕後、4月8日にメジャー契約を結んでアクティブ・ロースター入りした。6月8日にDFAとなり、12日に傘下のAAA級インディアナポリス・インディアンスへ配属された。7月2日に再びメジャー契約を結んでアクティブ・ロースター入りした。シーズン終了後の11月7日にFAとなった。

### ダイヤモンドバックス時代
2022年3月19日にアリゾナ・ダイヤモンドバックスとマイナー契約で結んだ。9月1日に40人枠でメジャーに昇格したが、3試合に出場して6打数無安打に終わると、9月12日にDFAとなり、9月19日にウェイバー公示を経てFAとなった。

### ヤンキース傘下時代
2022年12月22日にニューヨーク・ヤンキースとマイナー契約を結んだ。
2023年は、3A級のスクラントン・ウィルクスバリ・レイルライダースで96試合に出場し、59安打、打率.208、OPSも.625と結果を残せず、シーズン終了後自由契約となった。

### ホワイトソックス傘下時代
2024年4月13日、シカゴ・ホワイトソックスとマイナー契約を結んだ。

## 詳細情報

### 年度別打撃成績
| 年 度    | 球 団    | 試 合 | 打 席 | 打 数 | 得 点 | 安 打 | 二 塁 打 | 三 塁 打 | 本 塁 打 | 塁 打 | 打 点 | 盗 塁 | 盗 塁 死 | 犠 打 | 犠 飛 | 四 球 | 敬 遠 | 死 球 | 三 振 | 併 殺 打 | 打 率 | 出 塁 率 | 長 打 率 | O P S |
| -------- | -------- | ----- | ----- | ----- | ----- | ----- | -------- | -------- | -------- | ----- | ----- | ----- | -------- | ----- | ----- | ----- | ----- | ----- | ----- | -------- | ----- | -------- | -------- | ----- |
| 2015     | WSH      | 15    | 11    | 11    | 1     | 2     | 0        | 0        | 0        | 2     | 0     | 0     | 0        | 0     | 0     | 0     | 0     | 0     | 2     | 0        | .182  | .182     | .182     | .364  |
| 2016     | WSH      | 31    | 66    | 58    | 14    | 16    | 3        | 0        | 1        | 22    | 7     | 3     | 0        | 0     | 0     | 8     | 1     | 0     | 12    | 0        | .276  | .364     | .379     | .743  |
| 2017     | WSH      | 124   | 365   | 332   | 47    | 90    | 10       | 4        | 5        | 123   | 21    | 10    | 1        | 5     | 3     | 24    | 6     | 1     | 74    | 7        | .271  | .319     | .370     | .690  |
| 2018     | WSH      | 148   | 456   | 408   | 55    | 94    | 14       | 7        | 7        | 143   | 42    | 10    | 3        | 3     | 4     | 39    | 5     | 2     | 82    | 8        | .230  | .298     | .350     | .649  |
| 2019     | WSH      | 43    | 144   | 131   | 15    | 33    | 2        | 0        | 2        | 41    | 8     | 0     | 1        | 1     | 0     | 12    | 3     | 0     | 29    | 2        | .252  | .315     | .313     | .628  |
| 2020     | WSH      | 12    | 18    | 14    | 1     | 1     | 0        | 0        | 0        | 1     | 1     | 0     | 0        | 0     | 1     | 3     | 0     | 0     | 4     | 0        | .071  | .222     | .071     | .294  |
| 2021     | PIT      | 116   | 240   | 219   | 25    | 59    | 7        | 3        | 4        | 84    | 24    | 1     | 0        | 0     | 1     | 20    | 0     | 0     | 54    | 2        | .269  | .329     | .384     | .713  |
| 2022     | ARI      | 3     | 6     | 6     | 0     | 0     | 0        | 0        | 0        | 0     | 0     | 0     | 0        | 0     | 0     | 0     | 0     | 0     | 1     | 0        | .000  | .000     | .000     | .000  |
| MLB：8年 | MLB：8年 | 492   | 1306  | 1179  | 158   | 295   | 36       | 14       | 19       | 416   | 103   | 24    | 5        | 9     | 9     | 106   | 15    | 3     | 258   | 19       | .250  | .311     | .353     | .664  |

- 2022年度シーズン終了時

### 年度別守備成績
内野守備
| 年 度 | 球 団 | 二塁（2B） | 二塁（2B） | 二塁（2B） | 二塁（2B） | 二塁（2B） | 二塁（2B） | 三塁（3B） | 三塁（3B） | 三塁（3B） | 三塁（3B） | 三塁（3B） | 三塁（3B） | 遊撃（SS） | 遊撃（SS） | 遊撃（SS） | 遊撃（SS） | 遊撃（SS） | 遊撃（SS） |
| 年 度 | 球 団 | 試 合      | 刺 殺      | 補 殺      | 失 策      | 併 殺      | 守 備 率   | 試 合      | 刺 殺      | 補 殺      | 失 策      | 併 殺      | 守 備 率   | 試 合      | 刺 殺      | 補 殺      | 失 策      | 併 殺      | 守 備 率   |
| ----- | ----- | ---------- | ---------- | ---------- | ---------- | ---------- | ---------- | ---------- | ---------- | ---------- | ---------- | ---------- | ---------- | ---------- | ---------- | ---------- | ---------- | ---------- | ---------- |
| 2015  | WSH   | 2          | 0          | 1          | 0          | 0          | 1.000      | -          | -          | -          | -          | -          | -          | -          | -          | -          | -          | -          | -          |
| 2016  | WSH   | 9          | 6          | 19         | 1          | 1          | .962       | 3          | 1          | 3          | 0          | 0          | 1.000      | 5          | 5          | 9          | 1          | 1          | .933       |
| 2017  | WSH   | 25         | 22         | 35         | 1          | 6          | .983       | 6          | 0          | 8          | 0          | 2          | 1.000      | 57         | 76         | 165        | 6          | 24         | .976       |
| 2018  | WSH   | 112        | 147        | 214        | 3          | 45         | .992       | 20         | 11         | 25         | 2          | 1          | .947       | 9          | 10         | 12         | 0          | 3          | 1.000      |
| 2019  | WSH   | 2          | 2          | 3          | 0          | 2          | 1.000      | 6          | 2          | 7          | 1          | 1          | .900       | 33         | 30         | 68         | 1          | 11         | .990       |
| 2020  | WSH   | 2          | 1          | 1          | 0          | 0          | 1.000      | 2          | 0          | 2          | 0          | 0          | 1.000      | 4          | 3          | 3          | 0          | 1          | 1.000      |
| MLB   | MLB   | 152        | 178        | 273        | 5          | 54         | .989       | 37         | 14         | 45         | 3          | 4          | .952       | 108        | 124        | 257        | 8          | 40         | .979       |

外野守備
| 年 度 | 球 団 | 左翼（LF） | 左翼（LF） | 左翼（LF） | 左翼（LF） | 左翼（LF） | 左翼（LF） | 中堅（CF） | 中堅（CF） | 中堅（CF） | 中堅（CF） | 中堅（CF） | 中堅（CF） | 右翼（RF） | 右翼（RF） | 右翼（RF） | 右翼（RF） | 右翼（RF） | 右翼（RF） |
| 年 度 | 球 団 | 試 合      | 刺 殺      | 補 殺      | 失 策      | 併 殺      | 守 備 率   | 試 合      | 刺 殺      | 補 殺      | 失 策      | 併 殺      | 守 備 率   | 試 合      | 刺 殺      | 補 殺      | 失 策      | 併 殺      | 守 備 率   |
| ----- | ----- | ---------- | ---------- | ---------- | ---------- | ---------- | ---------- | ---------- | ---------- | ---------- | ---------- | ---------- | ---------- | ---------- | ---------- | ---------- | ---------- | ---------- | ---------- |
| 2017  | WSH   | 2          | 0          | 0          | 0          | 0          | ----       | 1          | 3          | 0          | 0          | 0          | 1.000      | 3          | 7          | 0          | 0          | 0          | 1.000      |
| 2018  | WSH   | -          | -          | -          | -          | -          | -          | 1          | 0          | 0          | 0          | 0          | ----       | -          | -          | -          | -          | -          | -          |
| MLB   | MLB   | 2          | 0          | 0          | 0          | 0          | ----       | 2          | 3          | 0          | 0          | 0          | 1.000      | 3          | 7          | 0          | 0          | 0          | 1.000      |

- 2019年度シーズン終了時

### 背番号
- 1（2015年 - 2020年, 2022年）
- 15（2021年）